# جوليان روبرتسون
جوليان روبرتسون (بالإنجليزية: Julian Robertson)‏ هو شخصية أعمال أمريكي، ولد في 25 يونيو 1932 في ساليسبري في الولايات المتحدة.